# Ofensiva de Al-Qusayr
A ofensiva de Al-Qusayr foi uma operação militar lançada pelo exército sírio, apoiado por guerrilheiros aliados da milícia libanesa Hezbollah, contra a cidade de Al-Qusayr, que estava em mãos de rebeldes armados da oposição síria. A batalha começou em 4 de abril com tropas do regime de Bashar al-Assad bombardeando a cidade com aviões e artilharia pesada. A região era considerada estratégica e importante militarmente para ambos os lados, por ser uma rota de suprimentos no sul do país para áreas em combate, como a cidade de Homs, capital da província, onde uma grande batalha estava sendo travada. Em 5 de junho de 2013, após 2 semanas e 3 dias de intensas batalhas, o governo afirmou que assumira o controle total da cidade de al-Qusayr.

## A batalha
A luta por Al-Qusayr começou de fato em novembro de 2011, quando a cidade foi tomada por manifestantes simpatizantes da oposição síria, que exigiam a queda do presidente Bashar al-Assad. A cidade foi então rapidamente cercada por forças militares do governo. Em fevereiro de 2012, combates pesados foram registrados por todo o município. A importância da cidade vem de sua localização, próxima a fronteira com o Líbano, e é considerada vital com rotas de transporte de suprimentos e armas para os rebeldes.  Em julho, os rebeldes confirmaram estar controlando toda a cidade, além de também ocuparem distritos vizinhos. A situação humanitária em Qusayr já era considerada desesperadora.
Em 4 de abril de 2013, Qusayr começou a ser bombardeada por aviões do governo sírio. No dia 11, forças terrestres do exército, com apoio de combatentes do Hezbollah, atacaram e conquistaram uma posição rebelde em Tell al-Nabi Mando. Pelo menos 40 guerrilheiros do Hezbollah e soldados sírios foram mortos apenas neste confronto. Esta posição passou a ser usada pela artilharia síria para bombardear posições rebeldes nas proximidades. Seis dias depois, foi a vez da cidade de Abil ser tomada pelo governo. Ativistas da oposição então reportaram que pelo menos 700 militantes do Hezbollah tomaram refúgio na cidade de al-Nazariyeh e estavam se preparando para atacar. Também foi reportada a presença de soldados iranianos na batalha, lutando ao lado do governo. No dia seguinte, os rebeldes contra-atacaram e tomaram uma base aérea em al-Dab'a, perto de al-Qusayr. O governo reagiu e tomou a cidade estratégica de Abel, isolando os rebeldes e complicando sua posição. Nos dias 20 e 21 de abril, as cidades de Radwaniyeh, Burhaniya e Saqraja foram conquistadas pelo regime. Segundo ativistas, o governo concentrava seus avanços nas cidades periféricas de Qusayr, antes de avançar contra a cidade em si. Ao fim de abril, boa parte das cidades que cercavam Al-Qusayr já estavam ocupadas por militares do governo sírio e a principal investida contra a cidade em si logo iria começar.
Em 5 de maio, al-Qusayr começou a ser bombardeada de forma sistemática. Ao sul da cidade, uma fortaleza rebelde em Tal Hanash foi tomada por forças do governo, segundo dados de um jornal iraniano. Frente a inevitável batalha nas ruas da cidade, foi reportado que muitos combatentes da oposição começaram a abandonar suas posições, apesar de várias brigadas do Exército Livre da Síria terem permanecido. Em 13 de maio, militares sírios tomaram as cidades de Damina al-Gharbiyah, Haidariyeh e Ish al-Warwar, ao norte de Qusayr, permitindo ao governo interromper as rotas de suprimentos dos rebeldes a cidade. Todas as áreas ao leste e sul do município também já estavam sob controle de soldados do regime.
Em 19 de maio, após dois dias de calma, al-Qusayr voltou a ser bombardeada pelo governo, que utilizava aviões, artilharia e morteiros. Pelo menos 20 pessoas teriam sido mortas nos ataques iniciais. Ao fim deste dia, tropas do exército sírio, apoiados por centenas de milicianos do Hezbollah, invadiram a cidade vindo de várias direções. Intensos combates foram reportados enquanto a batalha tomava conta das ruas da cidade. Aviões de combate e helicópteros foram utilizados para bombardear bairros no centro da cidade. Na madrugada, combates sangrentos continuaram pelo controle de Qusayr. No dia 20 de maio, mais da metade da cidade estava em mãos de forças do governo sírio. No dia seguinte, foi reportado que boa parte da cidade já estava sob controle do regime de Assad. Violentos tiroteios ainda eram registrados em vários bairros de al-Qusayr.
Em 23 de maio, enquanto a batalha entrava em seu quarto dia, os rebeldes enviaram reforços à frente de batalha. Ao menos 300 combatentes chegaram vindos dos arredores de Alepo. Uma fonte da oposição afirmou que as forças do governo e do Hezbollah já ocupavam boa parte das rotas de suprimentos dos insurgentes e que as tropas leias ao presidente al-Assad controlariam, pelo menos, 60% de Al-Qusayr. Já o governo sírio afirmou controlar cerca de 80% da cidade.
Segundo informações de locais, no amanhecer do quinto dia de lutas, tropas do governo avançavam mais lentamente que no começo da batalha devido a feroz resistência que os rebeldes estavam impondo. Os combates contínuos e os bombardeios teriam destruído boa parte da cidade. Comandantes do exército sírio teriam afirmado que a batalha em Qusayr estaria longe de terminar e que demoraria pelo menos mais uma semana para retomar o norte da cidade, onde muitos dos rebeldes haviam se entrincheirado. Enquanto isso, forças da oposição ainda controlavam uma base da força aérea em al-Dabaa. De acordo com a TV estatal síria, o líder local da Frente al-Nusra, Abu Omar, foi morto em combate com soldados do governo.
Em 24 de maio, no sexto dia de combates, os rebeldes lançaram um contra-ataque na cidade e alegaram ter recapturado três postos de controle que estavam em posse do exército sírio ou do Hezbollah. Segundo o Observatório Sírio dos Direitos Humanos (OSDH), pelo menos dois insurgentes foram mortos nestes ataques. Também foi reportado que forças do governo fizeram progressos em seus avanços na cidade vizinha de Hamdiyeh, para tentar cortar as últimas rotas de suprimentos da oposição para al-Qusayr. Segundo informações de oficiais do governo, a batalha pela cidade estaria chegando ao fim, apesar de violentos combates ainda estarem acontecendo na região. O OSDH confirmou que o exército sírio e as forças do Hezbollah estariam cercando e bombardeando as posições rebeldes no norte do município em preparação para o que poderia ser a última grande ofensiva da operação.
No sétimo dia da luta por Qusayr, em 25 de maio, o exército sírio lançou o mais pesado bombardeio da campanha, usando aviões, artilharia e foguetes, mirando as posições rebeldes no norte do município e nas áreas próximas, especialmente na cidade de Hamdiyeh e na base aérea de al-Dabaa, ocupada pela oposição. Um guerrilheiro do Hezbollah teria dito a agência de notícias Reuters que a ofensiva avançava de forma lenta pois os rebeldes haviam espalhado centenas de minas terrestres por toda a cidade.
Comandantes das forças rebeldes haviam afirmado que, em retaliação a participação do Hezbollah no conflito sírio, eles poderiam lançar ataques contra alvos ligados a milícia, em território libanês, e pediu ao governo do país vizinho para que detivesse a intervenção do Hezbollah na guerra civil síria.
Segundo informações não confirmadas de uma fonte militar, as tropas do governo sírio teriam quebrado as linhas de defesa dos rebeldes nas cercanias de Qusayr e haviam conseguido avançar sobre a base aérea de Dabaa e intensos tiroteios teriam acontecido dentro da base entre soldados do regime e combatentes da oposição. Uma fonte ligada ao governo teria afirmado que a base fora retomada pelas forças do regime após uma feroz, porém curta, batalha. Ativista anti-Assad afirmaram que o exército sírio e os milícianos do Hezbollah intensificaram suas investidas terrestres contra áreas de Qusayr ainda controladas por forças rebeldes da oposição, mas estariam enfrentando grande resistência. Segundo informações de locais, as baixas na batalha, em especial do grupo Hezbollah, tem sido consideravelmente altas. Uma fonte ligada a mílicia libanesa afirmou que, ao fim do sétimo dia de batalha, as forças do exército sírio e do Hezbollah já controlavam pelo menos 80% da cidade. Ele também alegou que uma importante estrada que ligava a cidade de Baalbek, no Líbano, ao município de Homs, na Síria, já havia sido capturada.
No entardecer do nono dia de lutas, as forças do regime sírio e do Hezbollah haviam capturado a cidade de Hamidiya após violentos combates. A luta então se intensificou em Haret al-Turkumen, no qual o exército tentava capturar a fim de "finalizar o certo total" contra al-Qusayr". Ativistas da oposição teriam afirmado que as tropas do governo já haviam capturado dois terços da cidade e que a entrada de reforços dos insurgentes no município estava ficando mais difícil. Combatentes rebeldes, vindos de áreas vizinhas, que tentavam entrar em al-Qusayr para ajudar nos combates, acabavam sendo repelidos ainda na periferia. Ainda neste dia, foi reportado que uma repórter de uma TV estatal síria teria sido morta enquanto cobria os eventos da batalha em al-Qusayr.
Em 28 de maio, uma ofensiva lançada por militantes do Hezbollah e soldados sírios contra a parte leste da cidade teria falhado. Um porta-voz da oposição afirmou que as forças rebeldes conseguiram abrir buracos nas linhas do governo e com isso puderam acelerar a evacuação de civis da região. Segundo informações de ativistas locais, os avanços das forças do regime teriam desacelerado frente a resistência que os rebeldes agora estavam conseguindo impor. No dia seguinte, a força aérea síria teria lançado pelo menos seis incursões sobre áreas controladas por milicianos da oposição na região. O governo reinforçou suas tropas com unidades de elite da Guarda Republicana e o Hezbollah também enviou combatentes extras. De acordo com o OSDH, as forças do regime iniciaram mais uma grande ofensiva dentro de Qusayr. Os rebeldes, por sua vez, receberam alguns reforços de guerrilheiros libaneses sunitas. Ativistas também informaram que uma coluna de pelo menos 40 tanques de guerra e 40 outros veículos armados partiram para Qusayr vindos de Damasco para reforçar a luta. Enquanto isso, mais ataques aéreos foram reportados, desta vez contra um comboio de veículos pertencentes a grupos de oposição, que tentavam chegar na cidade. Ao menos 8 rebeldes morreram neste bombardeio. A TV estatal então afirmou que tropas do governo e de seus aliados xiitas libaneses haviam retomado uma base aérea perto de Qusayr, após cinco horas de tiroteios. No entardecer do dia 29, o exército sírio também fez progressos sobre a cidade de Dabaa, próxima a Qusayr, tomando o aeroporto local.
Em 30 de maio de 2013, enquanto a batalha entrava em seu décimo segundo dia, fontes ligadas a grupos rebeldes confirmaram que al-Qusayr estava "completamente cercada" e que os feridos não conseguiam mais ser evacuados. Ativistas da oposição rogaram por ajuda internacional e afirmaram que a cidade estava sendo totalmente destruída pelos bombardeios e que a crise humanitária na região era severa. Segundo informações, várias brigadas de reforços dos rebeldes tentaram quebrar o cerco das forças do governo repetidas vezes, mas sem sucesso.
George Sabra, líder da Coalizão Nacional de oposição síria, afirmou que mais de mil combatentes do Exército Livre da Síria teriam ido para al-Qusayr para se juntar a batalha, no final de maio, apesar das forças do Hezbollah e do governo já tivessem a cidade completamente cercada. Ativistas da oposição e do OSDH afirmaram que havia apenas algumas poucas centenas de guerrilheiros rebeldes dentro do município e que pelo menos 11 deles teriam sido mortos no dia 31, enquanto tentavam furar o bloqueio das tropas do governo próximo ao vilarejo de Shamsinn. A Brigada Al-Tawhid, simpatizante da oposição, também teria mandando reforços para Qusayr. Um médico que trabalhava na parte norte da cidade alegou que os rebeldes controlavam 80% da região, embora essa informação não pudesse ser verificada. A agência de notícias britânica Reuters, contudo, disse que as tropas do regime já haviam capturado pelo menos dois terços do município, mas afirmaram também que os rebeldes ainda controlavam a região central de Qusayr.
Segundo informações de ativistas dentro e fora da Síria, a milícia libanesa Hezbollah estaria se comprometendo cada vez mais na guerra civil síria, enviando centenas de combatentes para lutar ao lado das forças do governo. De acordo com pessoas envolvidas na luta em Qusayr, o Hezbollah estaria na vanguarda da ofensiva do regime na região e, apesar dos triunfos, também estaria sofrendo pesadas baixas na batalha.
Ainda em 31 de maio, militares sírios teriam atacado um comboio que supostamente carregava feridos para fora da cidade. Ao menos 9 pessoas teriam sido mortas e outras 80 ficaram feridos. Informações dariam cabo que pelo menos 15 000 civis estariam presos em Qusayr e que a cidade sofria com falta de água e alimentos. No dia seguinte, os rebeldes novamente teriam tentado lançar um contra-ataque contra a base aérea de al-Dabaa, enquanto novos combates irrompiam pela vila de Dabaa. Foi reportado também que pelo menos 15 tanques do governo sírio estavam tomando posições estratégicas no norte da cidade, perto do aeroporto, e nas proximidades do município vizinho de Jawadiya.
No começo de junho, com a batalha entrando em sua terceira semana, a força aérea síria lançou pelo menos seis ataques contra áreas controladas por opositores na cidade, segundo ativistas locais. O Comitê Internacional da Cruz Vermelha pediu um cessar-fogo temporário para garantir a evacuação de civis e feridos. Várias agências da ONU também mostraram preocupação com a situação humanitária na região. A Alta comissária de direitos humanos das Nações Unidas, Navi Pillay, alertou para a "necessidade imediata da evacuação da população da cidade para tratamento médico". O Conselho de Segurança da ONU debateu uma moção para tentar "lidar com a grave situação em Qusayr...[e] limitar o impacto da luta nos civis". A Rússia vetou a moção alegando que "a ONU disse nada quando os rebeldes tomaram a cidade em 2012". As Nações Unidas acreditam que há pelo menos 1 500 civis feridos que precisam de ajuda e evacuação imediatas. O regime sírio afirmou, por meio do ministro de relações exteriores, Walid al-Muallem, que eles permitiriam que médicos da Cruz Vermelha entrassem em Qusayr, mas apenas após os combates terem terminado. No amanhecer do dia 2 de junho, ambos os lados reportaram que estavam fazendo progressos na batalha. Enquanto as forças da oposição afirmaram estar avançando em direção ao centro da cidade, o governo reforçou suas linhas com mais tropas vindas de áreas próximas. Para tentar furar o bloqueio imposto contra al-Qusayr por combatentes leias a Assad, os rebeldes lançaram várias pequenas ofensivas contra cidades vizinhas, como no vilarejo alauita de Kafr Nan, mas estas operações acabaram não trazendo muito resultado. Militantes da oposição então teriam mudado de tática e partiram para pequenos ataques intercalados contra o perímetro defensivo da cidade.
Segundo informações de ativistas ligados a oposição, em 3 de junho, forças rebeldes tentaram lançar mais uma ofensiva contra tropas do regime sírio em Qusayr mas não conseguiram avançar. O saldo da luta seria ao menos três tanques do exército destruídos e "dúzias" de soldados do governo mortos. O comandante rebelde, coronel Abduljabbar Akidi, chefe do conselho militar em Alepo, conseguiu se infiltrar na cidade e Abdulqader Saleh, comandante da Brigada Tawhid, também estava a caminho da cidade para ajudar na luta. Foi reportado então que várias áreas do município foram bombardeadas por mísseis e disparos de artilharia de tropas do governo. Combates ainda aconteciam no distrito de Dabaa, que estava sob controle de militares do regime em quase sua totalidade, e no vilarejo de Jouadiyah, controlado por simpatizantes da oposição. Ativistas afirmaram então que tropas do governo haviam tomado as vilas de Borak e Arjoun. Enquanto isso, o exército sírio, apoiados pelo Hezbollah, prosseguiam em seus avanços por Qusayr. Tropas do governo teriam construído pontes e barricadas pelo rio Orontes para facilitar a sua movimentação pela região. De acordo com uma fonte ligada aos rebeldes, forças militares do governo estavam se mobilizando para lançar uma grande ofensiva contra o norte de al-Qusayr, onde militantes da oposição estavam entricheirados. No fim do dia 4 de junho, o jornal libanês al-Manar TV, ligado pelo Hezbollah, alegou que forças do governo já haviam capturado boa parte do sul da cidade.
Em 5 de junho de 2013, a TV estatal síria anunciou que o exército nacional do país havia assumido o controle total da cidade. Fontes ligadas a oposição teriam afirmado que as forças remanescentes dos rebeldes teriam batido em retirada. Segundo informações, as tropas do governo passaram os próximos dias tentando liquidar os últimos guerrilheiros opositores ao regime no interior de al-Qusayr e em vilarejos vizinhos.
Em 6 de junho, forças do governo teriam bombardeado vilarejos ao oeste de Bweida, cidade para onde a maioria dos guerrilheiros rebeldes de al-Qusayr haviam fugido. Mais tarde, no mesmo dia, o exército sírio alegou ter tomado por inteiro o município de Dabaa, apesar do OSDH afirmar que a luta por esta cidade ainda não terminou, com combates ainda sendo reportados.
Em 8 de junho, o distrito de Buwaydah foi conquistado por forças do governo, o que deu a eles total controle sobre a região de al-Qusayr. Durante as batalhas finais pelos últimos bolsões de resistência nos arredores da cidade, os rebeldes teriam sofrido pesadas baixas.

## Análise estratégica
Segundo analistas, o principal objetivo do interesse, de ambos os lados, para deter o controle da área de al-Qusayr, e de boa parte da província de Homs, era que a cidade proporcionava algumas vantagens a quem a ocupava. O principal objetivo seria que a cidade protege um importante corredor entre Damasco, a capital política do país, e a costa do Mar Mediterrâneo, com uma das rotas de suprimentos e contrabando de armas mais ativas do país, considerada vital para as forças rebeldes que lutavam em Homs ou na região centro-sul da Síria. Uma das vantagem para o governo em tomar a cidade seria ligar Damasco com regiões, perto da fronteira norte com o Líbano, com população de maioria alauita (que apoiam o regime).